# Asile Gomis
L'asile Gomis est un édifice du XXe siècle situé dans la commune d'Agullana, en Catalogne (Espagne). Il est classé dans l'Inventaire du patrimoine architectural de Catalogne.

## Description
L'édifice est situé à l'entrée du village. En état de quasi-abandon depuis 1969, le bâtiment s'est fortement dégradé.

## Histoire
Fondé par mécénat, l'asile Gomis devient plus tard la propriété de la province de Gérone et est fermé dans les années 1970.